# 3691 Bede
3691 Bede este un asteroid din grupul Amor, descoperit pe 29 martie 1982 de Luis González.